# Croce della Camargue
La croce della Camargue è detta anche croix "gardiane" (croce "guardiana") dal nome dei gardians, lavoranti degli allevamenti bradi di tori e cavalli della regione. Essa infatti ha i due bracci e la sommità ornata da un tridente a mezzaluna, che è lo strumento (issato su una lunga picca) con cui i  gardians stimolano il bestiame allevato allo stato brado.

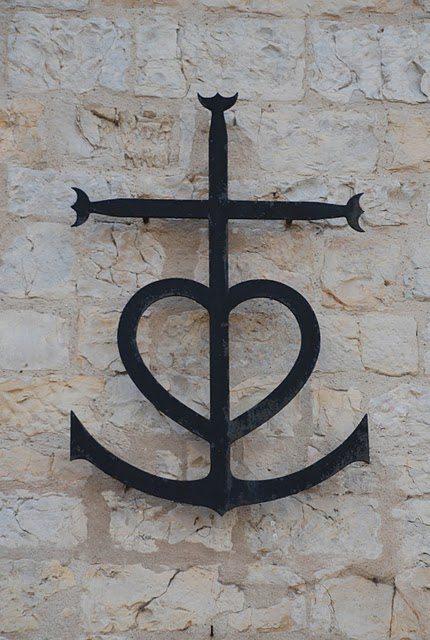
Croce della Camargue, dalla chiesa di Saintes-Maries-de-la-Mer

La Croce della Camargue riunisce i simboli delle tre virtù teologali, Fede (rappresentata dalla croce latina), Speranza (rappresentata dall'àncora) e Carità, rappresentata dal cuore.
Essa è stata creata dallo scultore, pittore e illustratore francese Hermann-Paul nel 1924. Ne aveva avuto l'incarico dal marchese Folco de Baroncelli-Javon, pittoresco personaggio della Camargue all'inizio del XX secolo.
Il marchese voleva creare un simbolo per la regione, che ne ricordasse la religiosità e l'operosità. Vi sono raccolti, oltre ai simboli delle virtù, anche quelli delle attività lavorative del delta del Rodano: l'allevamento (rappresentato dai tridenti) e la pesca (simboleggiata dall'àncora).
Il primo esemplare fu forgiato nel 1927 da un fabbro di Saintes-Maries-de-la-Mer, Joseph Barbanson, e posto al centro del paese. È stato poi rubato e ora è sostituito da una copia. Un altro esemplare decora la facciata laterale della chiesa fortificata del villaggio.